# Fleury (Oise)
Fleury je francouzská obec v departementu Oise v regionu Hauts-de-France. Žije zde 586 obyvatel.

## Poloha obce
Obec leží na jihozápadě departementu Oise.

### Sousední obce
| Růžice kompasu |                | Boissy-le-Bois | Bachivillers     | Růžice kompasu |
| Růžice kompasu | Fay-les-Étangs | Sever          | Fresne-Léguillon | Růžice kompasu |
| Růžice kompasu | Fay-les-Étangs | Fleury         | Fresne-Léguillon | Růžice kompasu |
| Růžice kompasu | Fay-les-Étangs | Jih            | Fresne-Léguillon | Růžice kompasu |
| Růžice kompasu | Tourly         | Monneville     |                  | Růžice kompasu |